# Oklahoma City Thunder 2019-2020
La stagione 2019-2020 degli Oklahoma City Thunder è la 12ª stagione della franchigia ad Oklahoma City e la 54ª nella NBA.

## Draft
| Giro | Scelta | Giocatore      | Ruolo | Nazionalità | Università/Squadra |
| ---- | ------ | -------------- | ----- | ----------- | ------------------ |
| 1    | 21     | Brandon Clarke | AG    | Canada      | Gonzaga Bulldogs   |

I Thunder detennero solo una scelta al primo giro. Con questa scelta, inizialmente scelsero l'ala grande canadese Brandon Clarke della Gonzaga University, ma accettarono di scambiare la scelta con i Memphis Grizzlies in cambio dell'ala Darius Bazley, che giocò per l'ultima volta con la Princeton High School.

## Roster
| \| Pos. \| Num. \| Naz. \| Nome \| Altezza \| Peso \| Data nascita \| Provenienza \| \| ---- \| ---- \| ---- \| ------------------------ \| ------- \| ------ \| ------------ \| -------------------------------- \| \| C \| 12 \| \| Adams, Steven \| 213 cm \| 120 kg \| 20-07-1993 \| Pittsburgh \| \| AP \| 7 \| \| Bazley, Darius \| 203 cm \| 94 kg \| 12-06-2000 \| Princeton HS (OH) \| \| G \| 30 \| \| Burton, Deonte \| 196 cm \| 109 kg \| 31-01-1994 \| Iowa State \| \| G \| 6 \| \| Diallo, Hamidou \| 196 cm \| 92 kg \| 31-07-1998 \| Kentucky \| \| G \| 5 \| \| Dort, Luguentz (TW) \| 193 cm \| 98 kg \| 19-04-1999 \| Arizona State \| \| G \| 23 \| \| Ferguson, Terrance \| 201 cm \| 86 kg \| 17-05-1998 \| Advanced Prep International (TX) \| \| AG \| 8 \| \| Gallinari, Danilo \| 208 cm \| 106 kg \| 08-08-1988 \| Italia \| \| P \| 2 \| \| Gilgeous-Alexander, Shai \| 198 cm \| 82 kg \| 12-07-1998 \| Kentucky \| \| G \| 22 \| \| Hall, Devon (TW) \| 196 cm \| 98 kg \| 07-07-1995 \| Virginia \| \| AG \| 33 \| \| Muscala, Mike \| 211 cm \| 109 kg \| 01-07-1991 \| Bucknell \| \| AP \| 11 \| \| Nader, Abdel \| 198 cm \| 102 kg \| 25-09-1993 \| Iowa State \| \| C \| 9 \| \| Noel, Nerlens \| 211 cm \| 100 kg \| 10-04-1994 \| Kentucky \| \| C \| 13 \| \| Patton, Justin \| 213 cm \| 109 kg \| 14-06-1997 \| Creighton \| \| P \| 3 \| \| Paul, Chris \| 183 cm \| 79 kg \| 06-05-1985 \| Wake Forest \| \| AP \| 21 \| \| Roberson, André \| 201 cm \| 95 kg \| 04-12-1991 \| Colorado \| \| P \| 17 \| \| Schröder, Dennis \| 185 cm \| 78 kg \| 15-09-1993 \| Germania \| | Allenatore - Billy Donovan Assistente/i - Brian Keefe - Maurice Cheeks - Mark Daigneault - Vin Bhavnani - Dave Bliss - Mike Wilks - David Akinyooye Legenda - (C) Capitano - (FA) Free agent - (S) Sospeso - (TW) Contratto Two-way - (GL) Assegnato a squadra G League affiliata - Infortunato Roster · Ultima transazione: 22 ottobre 2019 |                          |                          |         |        |              |                                  |
| Pos. | Num. | Naz.                     | Nome                     | Altezza | Peso   | Data nascita | Provenienza                      |
| C | 12 | Nuova Zelanda (bandiera) | Adams, Steven            | 213 cm  | 120 kg | 20-07-1993   | Pittsburgh                       |
| AP | 7 | Stati Uniti (bandiera)   | Bazley, Darius           | 203 cm  | 94 kg  | 12-06-2000   | Princeton HS (OH)                |
| G | 30 | Stati Uniti (bandiera)   | Burton, Deonte           | 196 cm  | 109 kg | 31-01-1994   | Iowa State                       |
| G | 6 | Stati Uniti (bandiera)   | Diallo, Hamidou          | 196 cm  | 92 kg  | 31-07-1998   | Kentucky                         |
| G | 5 | Canada (bandiera)        | Dort, Luguentz (TW)      | 193 cm  | 98 kg  | 19-04-1999   | Arizona State                    |
| G | 23 | Stati Uniti (bandiera)   | Ferguson, Terrance       | 201 cm  | 86 kg  | 17-05-1998   | Advanced Prep International (TX) |
| AG | 8 | Italia (bandiera)        | Gallinari, Danilo        | 208 cm  | 106 kg | 08-08-1988   | Italia                           |
| P | 2 | Canada (bandiera)        | Gilgeous-Alexander, Shai | 198 cm  | 82 kg  | 12-07-1998   | Kentucky                         |
| G | 22 | Stati Uniti (bandiera)   | Hall, Devon (TW)         | 196 cm  | 98 kg  | 07-07-1995   | Virginia                         |
| AG | 33 | Stati Uniti (bandiera)   | Muscala, Mike            | 211 cm  | 109 kg | 01-07-1991   | Bucknell                         |
| AP | 11 | Egitto (bandiera)        | Nader, Abdel             | 198 cm  | 102 kg | 25-09-1993   | Iowa State                       |
| C | 9 | Stati Uniti (bandiera)   | Noel, Nerlens            | 211 cm  | 100 kg | 10-04-1994   | Kentucky                         |
| C | 13 | Stati Uniti (bandiera)   | Patton, Justin           | 213 cm  | 109 kg | 14-06-1997   | Creighton                        |
| P | 3 | Stati Uniti (bandiera)   | Paul, Chris              | 183 cm  | 79 kg  | 06-05-1985   | Wake Forest                      |
| AP | 21 | Stati Uniti (bandiera)   | Roberson, André          | 201 cm  | 95 kg  | 04-12-1991   | Colorado                         |
| P | 17 | Germania (bandiera)      | Schröder, Dennis         | 185 cm  | 78 kg  | 15-09-1993   | Germania                         |